# Petra Sharp
Petra Sharp (* 2. April 1954 in Bad Windsheim) ist eine ehemalige deutsche Sprinterin.
1978 wurde sie bei den Halleneuropameisterschaften in Mailand Fünfte über 60 Meter. Bei den Europameisterschaften in Prag schied sie über 100 Meter im Vorlauf aus und kam mit der bundesdeutschen Mannschaft in der 4-mal-100-Meter-Staffel auf den sechsten Platz. Insgesamt trat sie zwölfmal im Nationaltrikot an.
1977 und 1978 wurde sie in der Halle Deutsche Vizemeisterin über 60 Meter.
Petra Sharp startete ab 1972 für das LAC Quelle Fürth.

## Persönliche Bestzeiten
- 100 m: 11,52 s, 13. Juni 1976, Fürth
- 200 m: 23,57 s, 7. August 1977, Hamburg (handgestoppt: 23,3 s, 3. Juli 1977, Hösbach)